# Oglasodes
Oglasodes is een geslacht van vlinders van de familie spinneruilen (Erebidae).

## Soorten
- O. atrisignata Hampson, 1926
- O. bisinuata Hampson, 1926
- O. nyasica Hampson, 1926